# Diorama
Diorama — німецький дарквейв/електропоп-гурт, що здобув славу серед андеґраунд-сцени своєю музикою та текстами. Назва гурту є метафорою, що відображає уявлення учасників про музику як мистецьку форму вираження.[недоступне посилання з лютого 2019]

## Стиль
Хоча Diorama часто окреслюють як синті-поп, future-pop тощо, їхній стиль не вписується у звичні шаблони. В гурту є як енергійні мелодії із сильним ритмом, так і меланхолійні балади, але кожна композиція несе в собі щось унікальне, притаманне лише їхній музиці. Спектр тем пісень є доволі широким та охоплює не лише внутрішній, інтимний світ автора (Торбена Вендта), а і його оточення, світ зовнішній. Тексти написані в похмурому, кафкіанському стилі та часто є неоднозначними. Гра слів та метафори — характерна особливість творів Diorama.

## Історія
Diorama заснована в 1996 році як музичний проект Торбена Вендта. Його талант невдовзі помітив Адріан Гейтс із Diary of Dreams, тож із його підтримкою (а також за сприяння Райнера Асмана) в 1999 році було видано дебютний альбом Pale. Платівку дуже добре сприйняла як публіка, так і критики.
В 2000 друг Торбена Фелікс Марк долучився до Diorama як клавішник, співпродюсер та бек-вокаліст. Другий альбом Her Liquid Arms було випущено в квітні 2001. Незважаючи на сильніші ритми та потужніший електронний звук, музика зберегла свою характерну атмосферу, створену в першому альбомі. Пісня Advance стала одним із великих клубних хітів, і гурт почав набирати популярності. За другим альбомом послідував «клубний» синґл Device (грудень 2001).
Наступний рік запам’ятався ще однією новиною: басист Бернард Ле Сіґ долучився до гурту й разом із Торебном та Феліксом узяв участь у випуску третього альбому. Альбом під назвою The Art Of Creating Confusing Spirits, який видано в жовтні 2002, мав нове та ще багатше звучання. Протягом листопада та грудня того ж року Diorama долучилась до туру Diary of Dreams.
Після тривалої перерви та чергового поповнення в складі команди (в 2003 приєднався гітарист Заш Фідлер), в квітні 2005 року вийшов довгоочікуваний четвертий альбом. Для просування нової платівки гурт долучився до VNV Nation під час їхнього туру Formation. В жовтні 2005 Diorama випустила ще два альбоми: Pale re-release — перевидання першого альбому, доповнене трьома новими піснями (Don’t be there, You and Ice та Crop of Illusions) та Re-Pale — збірку нових версій давніх пісень, реміксів і кількох раніше не виданих композицій. У той же час гурт вирушив у перший власний тур Німеччиною.
Наприкінці 2006 Бернард Ле Сіґ залишив групу. 23 лютого 2007 видано новий синґл — Synthesize Me. Це було своєрідною прелюдією до наступного альбому, випущеного чотирма тижнями пізніше. A Different Life можна охарактеризувати як критику суспільства, керованого штучною, викривленою системою цінностей. У своїх текстах Торбен відверто змалював повстання особистості проти нав’язаних принципів і загальної деґрадації справжніх цінностей та чеснот.
Diorama також відома своєю плідною співпрацею з іншими гуртами (Diary of Dreams, Angels & Agony, Painbastard, Klangstabil, Frozen Plasma тощо).
14 вересня 2007 року гурт виступив у Києві.

## Склад гурту

### Нинішні учасники
- Торбен Вендт — тексти, музика, вокал, клавішні, перкусія
- Фелікс Марк — співпродюсер, клавішні, вокал
- Заш Фідлер — гітара
- Маркус Хальтер — ударні

### Колишні учасники
- Бернард Ле Сіґ — бас-гітара

## Дискографія

### Альбоми
- 1999 — Pale
- 2001 — Her Liquid Arms
- 2003 — The Art Of Creating Confusing Spirits
- 2005 — Amaroid
- 2005 — Pale (re-release)
- 2005 — Re-Pale
- 2007 — A Different Life
- 2010 — Cubed
- 2013 — Even The Devil Doesn't Care

### Синґли
- 2001 — Device
- 2007 — Synthesize Me
- 2010 — Child of Entertainment